# Balti nyelvek
A balti nyelvek az indoeurópai nyelvcsalád balti-szláv ágához tartoznak. A balti nyelveket a Baltikumban beszélik, főleg a Balti-tengertől keletre és délkeletre fekvő területeken.
A nyelvtudósok két csoportjukat különböztetik meg: a nyugati balti nyelveket (ide csak mára kihalt nyelvek tartoznak), és a keleti baltiakat (amelybe besorolástól függően három vagy négy élő nyelv tartozik: a lett, a latgal, a litván, valamint a szamogit nyelv/nyelvjárás). A keleti balti nyelvek befolyása egykor elérhetett egészen az Urálig, bár ez a hipotézis kérdőjeles.
A balti nyelvek közül a legősibb a 18. században kihalt, nyugati balti óporosz nyelv volt.
Noha morfológiai szempontból kapcsolódnak egymáshoz, a litván, a lett és főleg az óporosz nyelv szókincse jelentősen eltér egymástól, a nyelvek között nincs meg a kölcsönös érthetőség. Ennek oka főként az, hogy szókincseik között sok a hamis barát, és külön-külön mindegyik más és más jövevényszavakat vett át a környező nyelvekből.

## Ágai
A balti nyelveket rendszerint egységes alcsaládnak tartják, két külön ággal. Olykor azonban a balti-szláv nyelveken belül egymással közelebbi összefüggésben nem lévő, külön ágakként osztályozzák a keleti és a nyugati balti nyelveket.

Balti-szláv nyelvek

### Nyugati balti nyelvek †
- (nyugati) galind †
- óporosz †
- jatving †
- ? skalv † (dokumentálatlan)

### Keleti balti nyelvek
- lett (~2,2 millió beszélő, közülük ~1,75 millió anyanyelvi, 0,5 millió idegen nyelvi beszélő)
- latgal (150 000–200 000 beszélő)
- litván (~3 millió anyanyelvi beszélő)
- szamogit
- sel (szelon) †
- zemgal (szemigall) †
- kurs (kur) (olykor a nyugati baltiakhoz sorolják) †

### Dnyeper-vidéki balti nyelvek †
- (keleti) galind (a keleti galindok nyelve, orosz nevén Голядь goljagy) †[5]

(† – holt nyelv)

## Története

A balti törzsek elhelyezkedése 1200 körül, kevéssel a Német Lovagrend megjelenése előtt. Területeik mélyen benyúltak a szárazföld belseje felé.

Annak ellenére, hogy írott forrásaik viszonylag késeiek, a balti nyelveket a jelenleg is élő indoeurópai nyelvek legarchaikusabbjai között tartják számon.
Bár ókori történetírók már i.e. 98-ban említést tettek a balti törzsekről[forrás?], az első, valamely balti nyelvű írásos emlék egy kb. 1369-ből való, bázeli, óporosz nyelvű, kétsoros epigramma. Az első litván nyelvemlék egy nyomtatott könyv: Martynas Mažvydas 1547-es kiadású katekizmusa.
A nyelvemlékek viszonylag kései felbukkanásának egyik oka[forrás?] az, hogy a balti népek a többi európai népnél hosszabb ideig álltak ellen a keresztény hittérítésnek, s ez késleltette a írásbeliség megjelenését, valamint elszigetelte nyelveiket a külső behatástól.
Azzal, hogy Poroszországban német államalakulat jött létre, s a balti porosz népesség jórésze kipusztult vagy elmenekült, a megmaradó porosz lakosság asszimilálódni kezdett, s a 17. század végére az óporosz nyelv kihalt.
Lengyelország felosztását követően a legtöbb balti terület az Orosz Birodalom fennhatósága alá került, ahol jelentős oroszosítási kísérlet keretében a helyi nyelvek és ábécék írását és nyilvános használatát gyakran üldözték (lásd például a latinbetűs litván sajtótermékek tilalmát 1865 és 1904 között).[forrás?]

## Földrajzi elterjedése

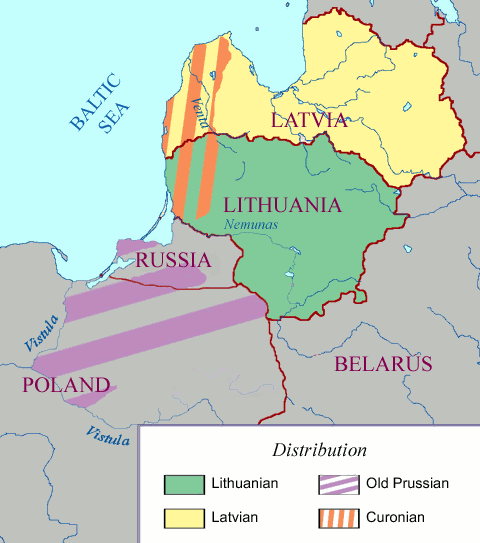
A balti nyelvek elterjedése a Baltikumban (egyszerűsítve)

A modern balti nyelvek beszélői általánosságban Litvánia és Lettország határain belül összpontosulnak, megtalálhatóak az Amerikai Egyesült Államok, Kanada, Ausztrália emigráns közösségeiben, és a Szovjetunió utódállamaiban.
A történelmi időkben ezen nyelveket tágabb területen beszélték: nyugaton a mai Lengyelországban a Visztula torkolatáig; keleten legalább a mai Fehéroroszországban a Dnyeper folyásáig, de meglehet, hogy egész Moszkváig; délen talán egészen Kijev vonaláig. Ezen elterjedtség fő bizonyítékait a jellegzetesen balti nyelvű víznevek előfordulásai jelentik. A víznevek általánosságban jól tanúskodnak adott kultúra befolyásának kiterjedéséről, de arról nem, mikorra is tehető ez a befolyás.
A főleg a Volga nyugati mellékfolyói mentén beszélt mordvin nyelvváltozatok több tucat, egy vagy több balti nyelvből származó jövevényszóval rendelkeznek. Ezek keleti balti törzsekkel az Oka folyó mellékén fellépő kapcsolatokról tanúskodhatnak.
Keleten és délen a szláv nyelvek, nyugaton a germán nyelvek elterjedése a balti nyelveket korábbi földrajzi kiterjedésük töredékére szorította vissza. Az orosz genetikus, Oleg Balanovszkij feltevése szerint a keleti és nyugati szláv populációk genetikai felépítésében az asszimilált pre-szláv szubsztrátum túlsúllyal van jelen; meglátása szerint az a közös genetikai felépítés, amely a keleti szlávokat és a baltiakat más populációktól megkülönbözteti, arra utalhat, hogy a keleti szlávok pre-szláv szubsztrátuma legjelentősebben balti nyelvi beszélőkből áll, akik az általa idézett régészeti hivatkozások alapján megelőzték a szlávokat az eurázsiai sztyeppék kultúráiban.
Bár elhelyezkedésének köszönhetően Észtország geopolitikailag a balti államok közé tartozik, az észt finnugor nyelv, és nincs rokonságban az indoeurópai balti nyelvekkel.

## Történeti-összehasonlító nyelvészet

### Rokonsági kapcsolatok

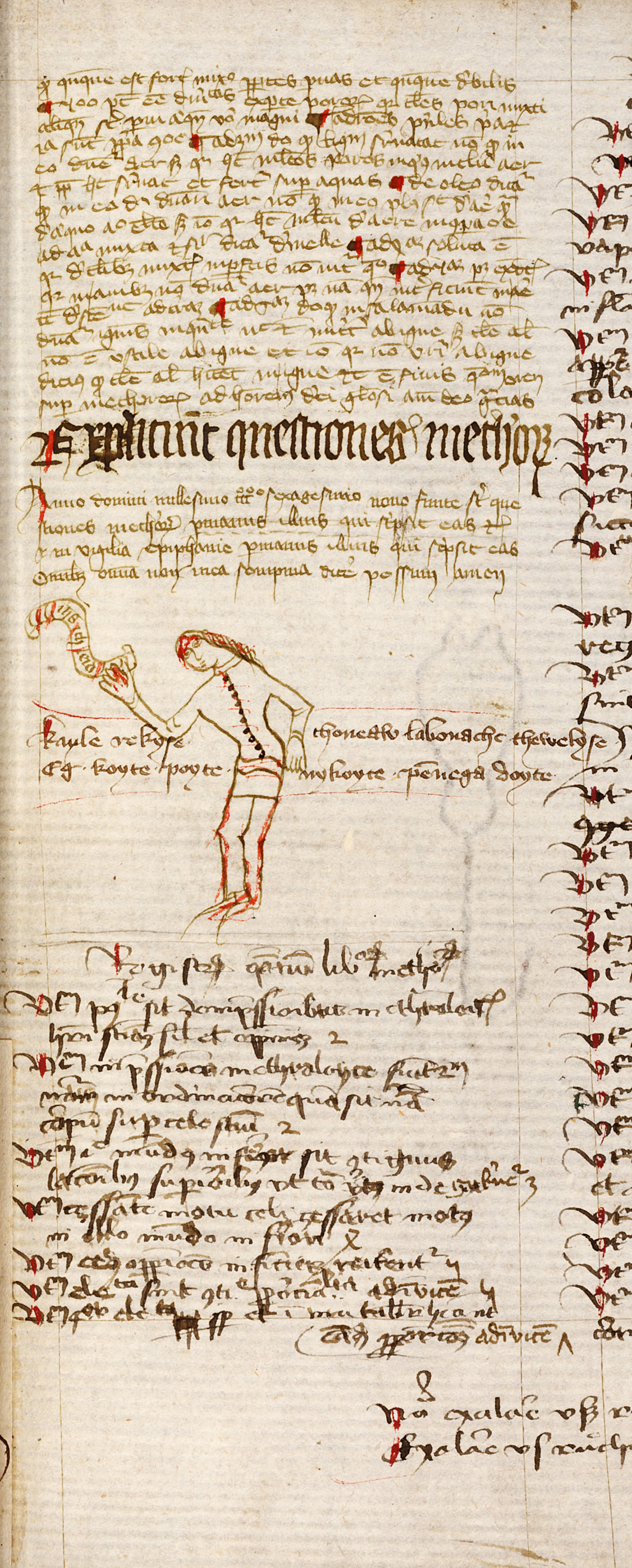
A bázeli epigramma – a legrégebbi óporosz, illetve általánosabban balti nyelvű nyelvemlék, 14. sz. közepe

A balti nyelveket a nyelvészek részéről különleges érdeklődés övezi, mivel számos olyan archaikus jellemzőjük van, amelyről úgy gondolják, hogy már az indoeurópai alapnyelv korai szakaszaiban is jelen lehetett. Emellett azonban nem könnyű meghatározniuk a balti nyelvek és az indoeurópai nyelvcsalád többi tagja közötti viszonyulás pontos jellegét. Számos mára kihalt balti nyelv esetében ha van is írott forrásanyag, az rendkívül korlátozott; gyakran csak ókori történetírók említései, illetve fennmaradt földrajzi nevek és személynevek alapján ismerjük őket. A balti nyelvek mindegyike (az élőeket is beleértve) önálló nyelvvé válásának valószínűsíthető időpontját követően csak nagyon későn jelent meg írott formában. Több más mellett ezen két tényező is hozzájárult ahhoz, hogy a balti nyelvek története meglehetősen homályos, és számos elmélet létezik az indoeurópai nyelvcsaládban való elhelyezkedésükkel kapcsolatban.
A balti nyelvek közeli viszonyban vannak a szláv nyelvekkel, és a legtöbb nyelvtudós egyetlen, balti-szláv családba sorolja őket. A családot így egy közös elődnyelvből, a proto-balti-szlávból eredeztetik. Később aztán számos lexikai, fonológiai és morfológiai dialektizmus kialakulásával a balti-szláv nyelvek egymástól való szétfejlődése következett be. Noha meglehetősen nagy az egyetértés abban, hogy a szláv nyelvek egyetlen, a közös balti-szlávból leágazó, többé-kevésbé egységes dialektusból (a proto-szlávból) fejlődtek tovább, a balti nyelvek egymással való kapcsolatát illetően több a vitatott kérdés.
A hagyományos nézet szerint a balti-szláv nyelvek két ágra váltak, egy balti ágra és egy szláv ágra, és hogy a kétfelé válást követően egy ideig mindkettő mint egy-egy külön nyelv (proto-balti és proto-szláv) létezett. Aztán a proto-balti tovább differenciálódott keleti balti és nyugati balti ágakra. Azonban a legutóbbi kutatások arra engednek következtetni, hogy nem volt egységes proto-balti szakasz, hanem a proto-balti-szláv rögtön háromfelé szakadt: szlávra, keleti baltira és nyugati baltira. Ezen nézet szerint a balti nyelvek csoportja parafiletikus, mindazon balti-szláv nyelveket tartalmazza, amelyek nem szlávok. Ez azt is magával hozná, hogy az összes balti nyelv közös elődje, a proto-balti nyelv ugyanaz, mint a proto-balti-szláv. Az 1960-as években Vlagyimir Toporov és Vjacseszlav Ivanov a következő következtetésekre jutottak a balti és a szláv nyelvek egymáshoz való viszonyával kapcsolatban: a) a proto-szláv nyelv egy periferiális balti nyelvjárásból alakult ki; b) a szláv nyelvi jellemzők a balti nyelvek szerkezeti modelljéből alakultak ki; c) a szláv nyelvek szerkezeti modellje a balti nyelvek szerkezeti modelljének módosulása. E két kutató tételei nem mondanak ellene a balti és szláv nyelvek egymáshoz való közeliségének, és történeti szemszögből vizsgálják a balti-szláv nyelvek evolúcióját.
Végezetül, a tudósok egy kisebbsége amellett érvel, hogy a balti nyelvek közvetlenül származnak a proto-indoeurópaiból, s nem volt közbeeső balti-szláv állapot. Úgy vélik, hogy a balti és a szláv közötti számos hasonlóság és közösnek tetsző nyelvi lelemény a beszélők csoportjainak több évezredre visszanyúló egymás mellett élésének, nem pedig – az indoeruópai alapnyelvhez képest – későbbi közös örökségüknek tudható be.

### Thrák hipotézis
A balti nyelveket beszélő népek egykoron vélhetően sokkal nagyobb területen éltek Kelet-Európában, mint ma: akárcsak Nyugat-Európa kelta nyelvű lakossága esetében, támadások, kipusztulás és asszimiláció tizedelte őket. Történeti-összehasonlító nyelvészeti tanulmányok a balti nyelvek csoportját az alábbi, holt nyelvekkel rokonítják:
- dák[18][19][20][21][22]

- thrák[18][19][20][22][23]

Jonas Basanavičius litván honatyától ered a dák és thrák nyelvek balti csoportba való tartozásának kimutatására való törekvés, aki ezt a munkát élete legfontosabbjának tartotta, és 600, a „balti” és a thrák közötti „azonos” szót szedett listába. Elmélete rokon csoportba sorolta a fríg nyelvet is, de ez más szerzők részéről, mint például Ivan Duridanov, nem talált támogatásra, akinek saját elmélete nem talált semmilyen párhuzamot sem a fríg és thrák, sem a fríg és balti nyelvek között.
Ivan Duridanov bolgár nyelvész első publikációjában azt vélelmezte, hogy a thrák rokoni kapcsolatban áll a balti nyelvekkel, másodikjában pedig a következő osztályozással élt: „A thrák nyelv közeli viszonyban állt a baltival (balti-szlávval), a dákkal és a ’pelaszg’ nyelvekkel. Távolabbi volt a kapcsolata a többi indoeurópai nyelvvel, és különösen a görög, italikus és kelta nyelvekkel, amelyek csak elszigetelt fonetikus hasonlóságokat mutatnak a thrákkal; a tokháriai és a hettita szintén távoliak.” 200, Duridanov által rekonstruált thrák szó közül a legtöbb feltett kognáns (138) a balti nyelvekben, főleg a litvánban fordul elő, ezt követi a germán (61), indoárja (41), görög (36), bolgár (23), latin (10) és albán (8). Rekonstruált dák szólistája a legtöbb kognánst a balti nyelvekkel tartalmazza, ezt követi az albán. A vont párhuzamok alapján egyes nyelvészek számos dák és thrák helynév jelentését is meghatározták, állításuk szerint meglehetősen nagy valószínűséggel. 74, elsődleges forrásból származó és Duridanov által vizsgált dák helynévből megállapítása szerint 62-nek volt balti kognánsa, legtöbbjüket „bizonyosnak” értékelte a bolgár nyelvész. 300 thrák helynévhez is a legtöbb párhuzamot a balti nyelvekben találta meg Duridanov. Véleménye szerint a balti és thrák párhuzamokra az világít rá leginkább, hogy „ezen hasonlóságok gyakran egyszerre mutatkoznak a szótöveken és a toldalékokon, így a benyomás markáns.”

## Fordítás
- Ez a szócikk részben vagy egészben  a   Baltic languages című angol Wikipédia-szócikk ezen változatának fordításán alapul.  Az eredeti cikk szerkesztőit annak laptörténete sorolja fel. Ez a jelzés csupán a megfogalmazás eredetét és a szerzői jogokat jelzi, nem szolgál a cikkben szereplő információk forrásmegjelöléseként.

## Külső hivatkozások
- Baltic Online by Virginija Vasiliauskiene, Lilita Zalkalns, and Jonathan Slocum, free online lessons at the Linguistics Research Center at the University of Texas at Austin

## Kapcsolódó oldalak
- Történeti-összehasonlító nyelvészet